# Selim, Kars
Selim là một huyện thuộc tỉnh Kars, Thổ Nhĩ Kỳ. Huyện có diện tích 1009 km² và dân số thời điểm năm 2007 là 25162 người, mật độ 25 người/km².